# Pseudomenthus
Genre
Pseudomenthus est un genre de pseudoscorpions de la famille des Menthidae.

## Distribution
Les espèces de ce genre sont endémiques de Socotra au Yémen.

## Liste des espèces
Selon Pseudoscorpions of the World (version 3.0) :
- Pseudomenthus spinifer Mahnert, 2007
- Pseudomenthus uniseriatus Mahnert, 2007

## Publication originale
- Mahnert, 2007 : Pseudoscorpions (Arachnida: Pseudoscorpiones) of the Socotra Archipelago, Yemen. Fauna of Arabia, vol. 23, p. 271-307.